# 膀胱直腸障害
膀胱直腸障害（ぼうこうちょくちょうしょうがい、英: bladder and rectal disturbance）とは、膀胱、直腸の機能が傷害され、排尿や排便などに支障がでることの医学的呼称。
脊髄損傷などで両者の機能は同時に侵されることも多いため、まとめてこう呼ばれている。直腸膀胱障害とも言う。